# Stazione di Morgex
La stazione di Morgex (in francese: gare de Morgex) è una fermata ferroviaria nel comune di Morgex, in Valle d'Aosta; l'impianto si trova lungo la linea Aosta - Pré Saint Didier, la cui gestione è affidata a Rete Ferroviaria Italiana.

## Storia

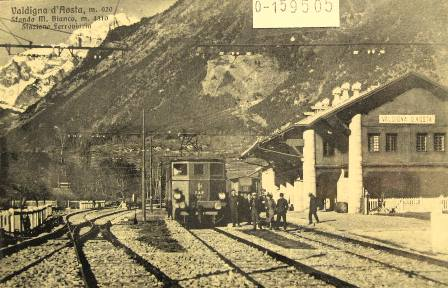
Stazione di Morgex, nel periodo in cui la località era chiamata Valdigna d'Aosta

La stazione venne inaugurata il 28 ottobre 1929 contestualmente all'apertura della linea ad opera della società Ferrovia Aosta–Pré-St-Didier (FAP), azienda collegata alla Cogne.
Il 16 ottobre 1931, l'esercizio dell'intera linea venne assunto dalle Ferrovie dello Stato (FS).
Fra il 1929 e il 1945, nell'ambito dell'italianizzazione dei toponimi valdostani voluta dal fascismo, la località prese il nome di Valdigna d'Aosta e anche la stazione assunse tale denominazione, come testimoniano le immagini dell'epoca.
A Morgex fu impiantata una teleferica a collegamento della ferrovia La Thuile-Arpy, realizzata per il trasporto di carbone a servizio degli impianti minerari destinati ad alimentare la Cogne; nel 1961 tali impianti furono soppressi e parzialmente riconvertiti in funzione della presenza della fabbrica di elettrodi Morgex Carbo, che disponeva di un proprio raccordo ferroviario soppresso nel 1966.
Nel 1968, considerato il diminuito traffico merci, le FS decisero di sopprimere la trazione elettrica semplificando conseguentemente gli impianti di stazione.
Nel 1988, a causa di una frana che impose l'interruzione del servizio sulla tratta finale, la località divenne capolinea provvisorio della linea.
Fra il 1991 e il 1992 un'ulteriore semplificazione degli impianti, indotta dall'istituzione del regime di esercizio a spola fra Arvier e Pré-Saint-Didier comportò la trasformazione di Morgex in fermata impresenziata.
La Regione Valle d'Aosta ha sospeso l'esercizio sulla linea da Aosta a partire dal 24 dicembre 2015.

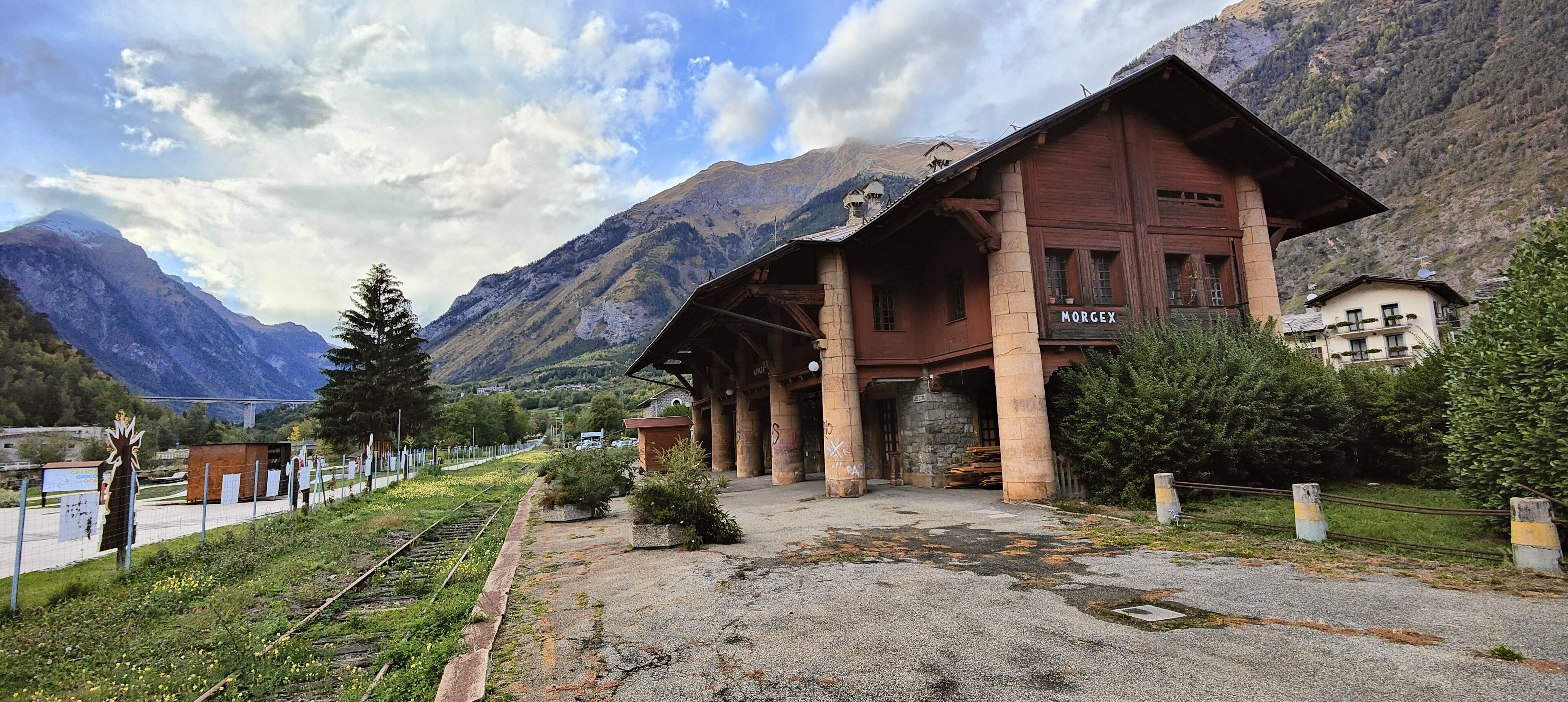
La stazione di Morgex (settembre 2022).

## Caratteristiche e impianti
Il fabbricato viaggiatori è una costruzione in legno e pietraviva il cui stile, come quelli degli altri edifici posti lungo la linea, si rifà alla Cascina l'Ôla di Introd, riprendendone materiali e morfemi. Il tetto spiovente ha anche la funzione di pensilina, unico riparo per i viaggiatori, in quanto l'intero fabbricato viaggiatori è stato adibito ad abitazione privata.
In passato il piazzale di stazione era dimensionato per consentire la sosta e la manovra dei carri di carbone provenienti dalle vicine miniere e, in seguito, per la presenza del raccordo con la Morgex Carbo. Smantellati i binari dello scalo merci in seguito alla soppressione di tale servizio, rimane il magazzino merci ancora in buone condizioni.

## Servizi
La stazione, classificata da RFI in categoria bronze, dispone di:
- Biglietteria automatica

## Movimento
Il servizio era costituito da treni regionali effettuati da Trenitalia nell'ambito del contratto di servizio stipulato con la Regione Valle d'Aosta.